# Discolobium
Discolobium é um género botânico pertencente à família Fabaceae.